# Eucopia crassicornis
Eucopia crassicornis is een kreeftachtigensoort uit de familie van de Eucopiidae. De wetenschappelijke naam van de soort is voor het eerst geldig gepubliceerd in 1997 door Casanova.